# Grand Prix automobile de Belgique 1976
Résultats du Grand Prix de Belgique de Formule 1 1976 qui a eu lieu sur le circuit de Zolder le 16 mai 1976.

## Classement
| Pos  | N° | Pilote             | Écurie             | Tours | Temps/Abandon      | Grille | Points |
| ---- | -- | ------------------ | ------------------ | ----- | ------------------ | ------ | ------ |
| 1    | 1  | Niki Lauda         | Ferrari            | 70    | 1 h 42 min 53 s 23 | 1      | 9      |
| 2    | 2  | Clay Regazzoni     | Ferrari            | 70    | + 3 s 46           | 2      | 6      |
| 3    | 26 | Jacques Laffite    | Ligier-Matra       | 70    | + 35 s 38          | 4      | 4      |
| 4    | 3  | Jody Scheckter     | Tyrrell-Ford       | 70    | + 1 min 31 s 00    | 7      | 3      |
| 5    | 19 | Alan Jones         | Surtees-Ford       | 69    | + 1 tour           | 16     | 2      |
| 6    | 12 | Jochen Mass        | McLaren-Ford       | 69    | + 1 tour           | 18     | 1      |
| 7    | 28 | John Watson        | Penske-Ford        | 69    | + 1 tour           | 17     |        |
| 8    | 37 | Larry Perkins      | Boro-Ford          | 69    | + 1 tour           | 20     |        |
| 9    | 17 | Jean-Pierre Jarier | Shadow-Ford        | 69    | + 1 tour           | 14     |        |
| 10   | 16 | Tom Pryce          | Shadow-Ford        | 68    | + 2 tours          | 13     |        |
| 11   | 21 | Michel Leclère     | Wolf-Williams-Ford | 68    | + 2 tours          | 25     |        |
| 12   | 32 | Loris Kessel       | Brabham-Ford       | 63    | + 7 tours          | 23     |        |
| Abd. | 18 | Brett Lunger       | Surtees-Ford       | 62    | Panne électrique   | 26     |        |
| Abd. | 8  | Carlos Pace        | Brabham-Alfa Romeo | 58    | Panne électrique   | 9      |        |
| Abd. | 22 | Chris Amon         | Ensign-Ford        | 51    | Accident           | 8      |        |
| Abd. | 11 | James Hunt         | McLaren-Ford       | 35    | Boîte de vitesses  | 3      |        |
| Abd. | 34 | Hans-Joachim Stuck | March-Ford         | 33    | Suspension         | 15     |        |
| Abd. | 24 | Harald Ertl        | Hesketh-Ford       | 31    | Moteur             | 24     |        |
| Abd. | 4  | Patrick Depailler  | Tyrrell-Ford       | 29    | Moteur             | 4      |        |
| Abd. | 5  | Mario Andretti     | Lotus-Ford         | 28    | Transmission       | 11     |        |
| Abd. | 33 | Patrick Nève       | Brabham-Ford       | 26    | Transmission       | 19     |        |
| Abd. | 35 | Arturo Merzario    | March-Ford         | 21    | Moteur             | 21     |        |
| Abd. | 7  | Carlos Reutemann   | Brabham-Alfa Romeo | 17    | Moteur             | 12     |        |
| Abd. | 10 | Ronnie Peterson    | March-Ford         | 16    | Accident           | 10     |        |
| Abd. | 6  | Gunnar Nilsson     | Lotus-Ford         | 7     | Accident           | 22     |        |
| Abd. | 9  | Vittorio Brambilla | March-Ford         | 6     | Transmission       | 5      |        |
| Nq.  | 30 | Emerson Fittipaldi | Copersucar-Ford    |       | Non qualifié       |        |        |
| Nq.  | 20 | Jacky Ickx         | Wolf-Williams-Ford |       | Non qualifié       |        |        |
| Nq.  | 25 | Guy Edwards        | Hesketh-Ford       |       | Non qualifié       |        |        |

- Légende : Abd.=Abandon

## Pole position et record du tour
- Pole position : Niki Lauda en 1 min 26 s 55 (vitesse moyenne : 177,276 km/h).
- Tour le plus rapide : Niki Lauda en 1 min 25 s 98 au 52e tour[1] (vitesse moyenne : 178,451 km/h).

## Tours en tête
- Niki Lauda : 70 (1-70)

## À noter
- 10e victoire pour Niki Lauda.
- 62e victoire pour Ferrari en tant que constructeur.
- 62e victoire pour Ferrari en tant que motoriste.